# Fiamma Ferragamo
Fiamma Ferragamo (Firenze, 3 settembre 1941 – Firenze, 28 settembre 1998) è stata una stilista e imprenditrice italiana, vicepresidente dell'azienda Salvatore Ferragamo SpA.

## Biografia

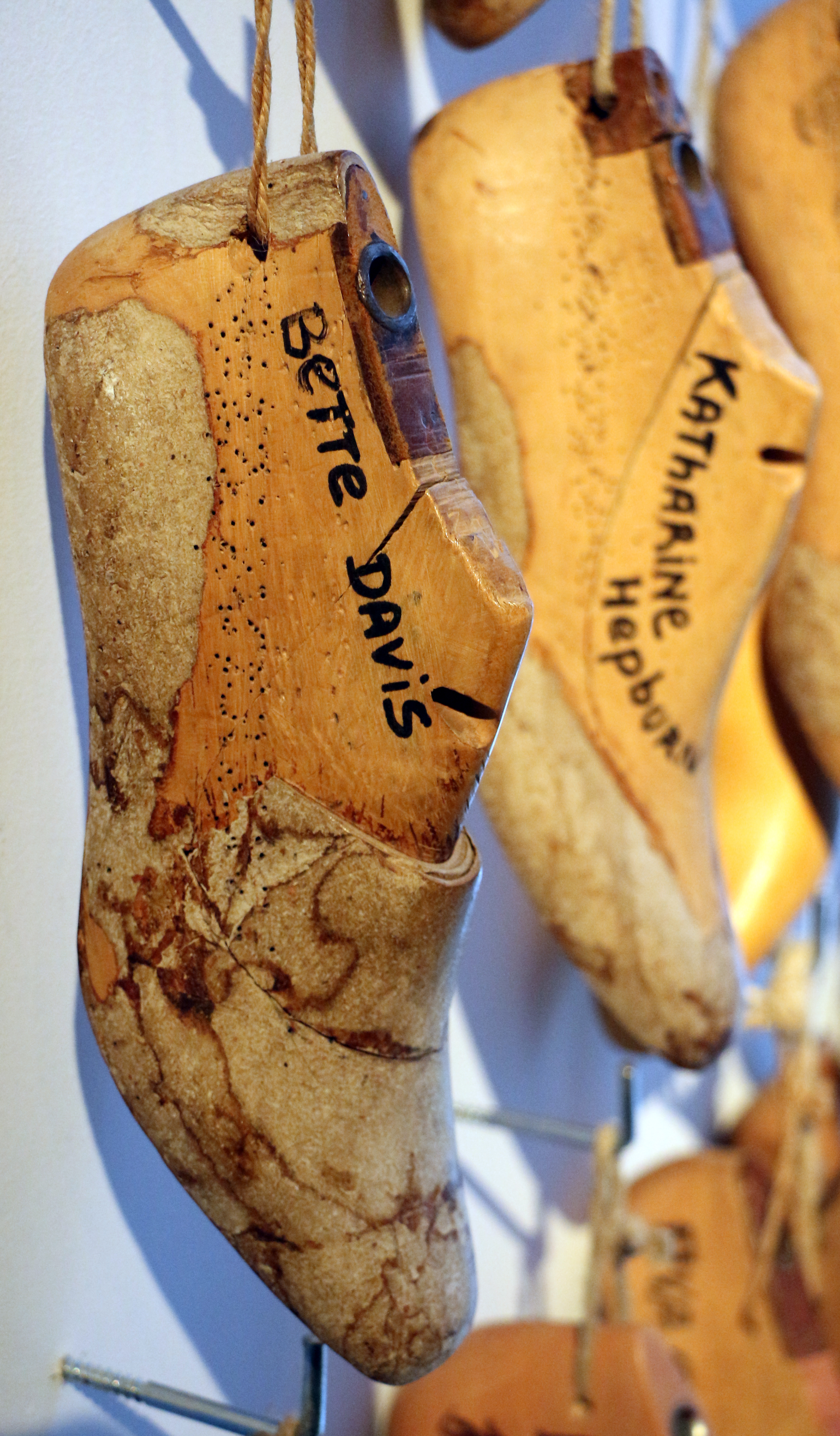
Modelli in legno del piede

Figlia di Salvatore e Wanda Ferragamo, vive l'adolescenza assieme ai 5 fratelli Ferruccio, Giovanna, Fulvia, Leonardo, Massimo in una villa rinascimentale acquistata dal padre dopo essere rientrato dagli USA. Sopravvive alla guerra nonostante un tentativo di occupazione della loro residenza a Fiesole da parte dei nazisti e il successivo bombardamento da parte dalle forze alleate.

## Carriera
All'età di 16 anni lascia la scuola per entrare nell'attività del padre e da lui impara gli elementi essenziali per la produzione di scarpe. Salvatore molto attento all'anatomia del piede e non solo al design, realizza e sagoma a mano le forme in legno su cui costruire i modelli. È questo a colpire la giovane Fiamma, alimentandone la curiosità e la passione per le calzature.  È più interessata alla creazione di scarpe piuttosto che ad occuparsi degli aspetti commerciali e delle pubbliche relazione. Quando nel 1960 il padre muore Fiamma ha 19 anni ed essendo l'unica in famiglia ad aver lavorato accanto a lui, assume il compito di affiancare la madre Wanda nella riorganizzazione delle attività, diventando interprete dello stile Ferragamo. 
In un'epoca in cui le donne manager non sono una realtà comune, incarna un modello unico e personale grazie alla sua indole entusiasta ed esigente, alla sua grande determinazione e spiccata creatività, qualità ereditate dai genitori. Secondo Stasia Evasuk dell'Ottawa Journal, lei dal 1967 disegna tra le 500 e le 600 paia di scarpe all'anno e ha clienti privati come Carroll Baker, Ginger Rogers e la Duchessa di Windsor. Disegna scarpe per i film Evita ed Ever After collaborando con ciascuno dei loro costumisti.
Nel 1968 allarga la produzione della ditta alle borse e nel 1972 aumenta i modelli di scarpe dell'azienda da circa 800 a 1 000.
Se le creazioni di Salvatore Ferragamo sono riconosciute come vere e proprie opere d'arte del XX secolo, non è da meno il lavoro di Fiamma, ideatrice di alcuni modelli iconici, come la scarpa con fiocco Vara con punta tonda e tacco basso. Le sue scarpe sono vendute in tutto il mondo. 
Nel 1996, quando l'azienda ha acquistato solidità, compra le azioni dell'azienda di moda parigina Emanuel Ungaro. Secondo The Times, ha trasformato l'azienda del padre da un famoso ma ancora piccolo laboratorio di scarpe a uno dei nomi di spicco del mercato italiano del lusso, che guadagna milioni di dollari esportando in tutto il mondo", mantenendo il carattere di azienda familiare con i fratelli impegnati nei diversi settori e negozi in Italia, Europa, estremo oriente ed Australia.
Fa parte del consiglio del Fondo Ambiente Italiano che ha il compito di proteggere le dimore storiche italiane.

## Scarpa Vara
Nel 1978 progetta una scarpa adatta alla donna che lavora ma con uno stile di classe; crea la scarpa Vara décolleté con punta tonda e tacco basso rifinita con un fiocco in gros grain con una fibbia con il logo della ditta. Il fiocco diverrà un iconico simbolo della Maison.  Da allora il modello è rimasto ininterrottamente in produzione e con oltre un milione di paia vendute ha ottenuto il primato assoluto nella sua categoria. Nel 2019 sono stati festeggiati i 40 anni del modello.

## Vita privata
Nel 1969 sposa il Marchese Giuseppe di San Giuliano con cui ha 3 figli. Nel 1989 le viene diagnosticato un cancro al seno ma, nonostante la malattia, continua a lavorare anche se i medici pensavano che sarebbe vissuta solo per pochi mesi. Muore a 57 anni nella sua casa di Firenze il 28 settembre 1998.

## Eredità
Insieme al padre condivide l'abitudine di conservare prodotti e documenti per testimoniare il proprio lavoro. Nel 1985 essa è tra i promotori della prima mostra dedicata a Salvatore Ferragamo, organizzata a Firenze al Palazzo Strozzi. Per la prima volta in Italia i prodotti di moda vengono esposti come opere d’arte. La mostra, intitolata I protagonisti della moda. Salvatore Ferragamo 1989-1960 viene ospitata in importanti musei internazionali.
Il suo successo spinge la famiglia ad abbracciare l'idea di istituire un proprio museo aziendale. In particolare, è Fiamma che lavora su questo progetto che nel 1995 nascerà a Firenze nel Palazzo Ferroni-Spini in Via Tornabuoni con il nome di Museo Salvatore Ferragamo.

## Onorificenze
- Nel febbraio 1993 la Fashion Footwear Association of New York Medal of Honor.[15]
- Nel 1988 vince l'American Footwear News Designer of the Year.
- Nel 1969 riceve il Saks Fifth Avenue Award.
- Vince nel 1967 il Neiman Marcus Award for Distinguished Service in Fashion, il premio più prestigioso nel mondo dell'industria della moda, conferito vent'anni prima al padre.[7]

## Intitolazioni
- A suo nome è stato intitolato l'archivio della famiglia Ferragamo[16]
- Ha il suo nome la nuova borsa disegnata da Massiliamo Giornetti per la sfilata autunno-inverno 2014-2015[17]